# Лиховидов, Иван Карпович
Иван Карпович Лиховидов (1900 — 1955 или 1963) — советский военный прокурор, генерал-майор юстиции.

## Биография
Работал прокурором по специальным делам, в 1938 являлся членом тройки НКВД по Азербайджанской ССР. В 1939 проживал в Новосибирске, работая военным прокурором Сибирского военного округа. Воевал в составе Брянского, Северо-Западного, 3-го Прибалтийского фронтов Великой Отечественной войны. После войны служил главным военным прокурором Северо-Кавказского военного округа в Ростове-на-Дону.

### Звания
- бригвоенюрист (16 августа 1938);
- диввоенюрист (14 ноября 1941);
- генерал-майор юстиции (11 марта 1943).

### Награды
- орден Ленина;
- три ордена Красного Знамени;
- орден Отечественной войны I степени;
- орден Красной Звезды;
- орден Знак Почёта;
- медали.